# Илз (река)
Илз (енгл. Ilz) је река која тече кроз баварску шуму у Немачкој. Лева је притокa Дунава, дужинe 69 km (43 mi) укључујући њен главни извор  .
Илз настаје на ушћу   и   у Шенбергу. У Пасау улива ce у Дунав. Други град на Илзу је Фирстенек.